# Нагорный (Бийск)
Нагорный — посёлок (в 1994—2003 гг. — посёлок городского типа) в Алтайском крае России. В подчинении у города Бийска.
Входит в состав городского округа город Бийск. В декабре 2003 года посёлок городского типа (рабочий посёлок) Нагорный был упразднён как населённый пункт и включён в городскую черту Бийска. Затем в 2009 году он был восстановлен в качестве сельского населённого пункта с категорией посёлка.

## География
Расположен к северо-востоку от Бийска.

## Население
| 2002 | 2010  | 2011  | 2012  | 2013  | 2021  |
| ---- | ----- | ----- | ----- | ----- | ----- |
| 6358 | ↗7542 | ↘7534 | ↗7595 | ↗7777 | ↘6337 |

Посёлок — место компактного проживания кумандинцев В 2015 году пресса рассказывала, как представители Алтайской региональной общественной организации «Объединение кумандинцев Алтая» провели древний обряд испрашивания плодородия под названием «Коча-кан». Все его участники по завершении отведали «тутпач» — обрядовую лапшу на конском бульоне.

## Инфраструктура
- Школа
- Телецентр
- Завод стеклопластиков